# 釋文瑩
釋文瑩（大約生活於11世纪），字道溫，宋代僧人，著有野史《湘山野錄》、 《玉壶清話》。

## 生平
釋文瑩，宋朝两浙道杭府钱塘（钱塘，今杭州）人。师从丁谓，颇受丁谓宠爱。 他还结识了苏舜卿，后者将他介绍给了欧阳修。后居于今湖北荆州金銮寺。 
釋文瑩热衷于公共事务，到 1070 年代，他收集了自 960 年开朝以来 200 多位作家的作品。这部合集有数千章，包括传记、奏折、官方历史记录、墓葬讣告、碑刻宗教文本， 以及诗歌和私人散文文学。 